# Max Frost and the Troopers
Max Frost and the Troopers è un gruppo musicale ideato per comparire nel film Quattordici o guerra (Wild in the Streets) del 1968. Sebbene i personaggi siano fittizi, il gruppo musicale è reale in quanto la musica è suonata e registrata da musicisti e, nel 1968, vennero pubblicati un album e alcuni singoli.

## Storia del gruppo
Il protagonista del film Quattordici o guerra era Max Frost, leader di un gruppo rock che non viene mai formalmente nominato nel film ma le cui canzoni poi vennero accreditate all'immaginario gruppo dei "Max Frost and the Troopers" nei singoli e nell'album che seguirono la distribuzione del film. Il nome della band, "Troopers", è basato sul termine usato dal protagonista del film per riferirsi ai suoi seguaci.
Nel film l'attore Christopher Jones interpretava il protagonista Max Frost e, poi, realizzò anche un filmato promozionale per il singolo del brano Shape of Things to Come, dove compariva come se fosse il vero cantante.
Inizialmente era stato pubblicato un album contenente la colonna sonora del film, Wild In The Streets, nel quale i brani, scritti da Paul Wibier, Cynthia Weil, Barry Mann e altri, erano stati registrati in studio da un vero gruppo di musicisti indicato sull'album come "The 13th Power". Il brano Shape of Things To Come estratto dalla colonna sonora del film venne pubblicato l'anno stesso come singolo, divenne un successo nel 1968, raggiungendo la posizione n. 22 della Billboard Hot 100 e rimanendovi per un totale di nove settimane. Per sfruttarne il successo venne anche pubblicato un album LP omonimo a nome dei "Max Frost e The Troopers" dalla Tower Records.
I musicisti impiegati per la registrazione dei brani, i quali quindi costituirono il gruppo inizialmente noto come "The 13th Power", non sono individuati con certezza ma si è ipotizzato che fossero membri del gruppo Davie Allan & The Arrows (i quali fecero anche una loro versione strumentale del brano "Shapes of Things to Come") con la voce solista di Paul Wibier, autore anche della maggior parte delle canzoni dell'album. Il gruppo venne prodotto da Harley Hatcher e Eddie Beram per la Mike Curb Productions ed esordirono con un primo primo singolo, "I See A Change Is Gonna Come/Captain Hassel" pubblicato dalla Sidewalk Records, etichetta di Mick Curb, sussidiaria della Tower Records. I singoli successivi furono tratti dal loro album.
L'album della colonna sonora del film del 1968 The Glory Stompers, contiene due canzoni aggiuntive attribuite ai Max Frost e ai Troopers: "There A Party Going On" (che è stato pubblicato come primo singolo) e "You Might Want Me Baby".
Successivamente è stato pubblicato una nuova versione della colonna sonora, "Wild In The Streets: Original Motion Picture Soundtrack", che includeva i singoli dell'album originale "Shape of Things to Come" e altre quattro canzoni: "Wild in the Streets," "Listen to Music," "Love to Be Your Man" e "Fourteen or Fight".
L'album della colonna sonora del film del 1968 The Glory Stompers, contiene due canzoni attribuite a Max Frost e ai Troopers: "There A Party Going On" (che è stato pubblicato come primo singolo) e "You Might Want Me Baby".

## Discografia
LP
- 1968 - Shape of Things to Come

Singoli
- 1968 - I See a Change Is Gonna Come/Captain Hassel
- 1968 - There Is a Party Going on/Stomper's Ride
- 1968 - Shape of Things to Come/Free Lovin'
- 1968 - Fifty Two Per Cent/The Max Frost Theme
- 1969 - Paxton Quigley's Had the Course/Sittin' in Circles (split album con Eddie and the Stompers)

Antologia
- The Glory Stompers